# IC 4425
IC 4425 — галактика типу Sb     R () у сузір'ї Волопас.
Цей об'єкт міститься в оригінальній редакції індексного каталогу.